# Nardo Vicente
Nardo Vicente, né le 14 août 1936 à Barcelone, est un biologiste marin français, connu pour son engagement pour la protection des environnements marins. Ses recherches portent sur la biologie et l’écophysiologie des invertébrés marins, l'écotoxicologie et la gestion des environnements du littoral. Il est l'initiateur des premières stations de traitement des eaux usées en Provence Alpes Côte d'Azur.

## Fonctions
Il est docteur ès sciences de l'Université de Marseille en 1967.
Professeur émérite de l’Université Paul Cézanne (Aix-Marseille III)
Responsable scientifique (depuis 1972) et délégué général (depuis 2010) de l’Institut Océanographique Paul Ricard.
Conseiller municipal de la Ville de Marseille de 1989 à 1995, délégué à la protection et la valorisation du littoral, président de la commission habitat et cadre de vie.
Premier président du comité scientifique du GIP des Calanques de Marseille.
Président de la commission environnement, pêche, produits de la mer et sécurité de l’office de la mer de Marseille et de son bassin de vie.
Fondateur de la revue Océanorama de l’Institut océanographique Paul Ricard (1974) et de la revue scientifique Marine Life.
En 2011, il est président d'honneur du 38ème festival mondial de l’image sous-marine

## Filmographie
- Pollutions et nuisances sur le littoral méditerranéen (1980, Palme d’Or au Festival du film scientifique à Rio de Janeiro[4]), avec C. Pétron et le Service du film de Recherche Scientifique de l’Education Nationale.
- Aquaculture en Méditerranée (1984), avec G. Barnabé et le SFRS.
- Pour que vive la Méditerranée avec Christian Pétron (1989).
- Pollution en Méditerranée, STOP ou encore, de l’Institut Océanographique Paul Ricard et C.Pétron, 2006.
- Le temps des réserves, 2008 et Une rade ressuscitée avec C. Pétron et l’Institut océanographique Paul Ricard, 2009. Prix Nausicaa de l’Environnement au Festival de l’Image sous-marine en 2009[3].

## Ouvrages et médias
1000 et une limaces de mer paru aux éditions GAP. Palme d’Or du meilleur Guide sous-marin 2008 au Festival Mondial de l’Image sous-marine.
Il est co-auteur de Fragile Méditerranée - À la reconquête d’un équilibre écologique, EDISUD 1996.
Nardo Vicente a une chronique hebdomadaire sur France Bleu Provence : « Bleu comme la Méditerranée » depuis 1998.